# Atentados de Francia de enero de 2015
Los atentados de enero de 2015 en Francia se refieren a una serie de ataques terroristas islamistas que se desarrollaron entre el 7 y el 9 de enero de 2015 en Francia, que tuvieron como objetivos la sede del periódico Charlie Hebdo y sus periodistas y trabajadores y un supermercado judío de comida kosher. Como consecuencia de los cuales fueron asesinadas diecisiete personas, muriendo también los tres atacantes al ser abatidos por las fuerzas del orden.
Los acontecimientos comenzaron el 7 de enero de 2015 con el tiroteo en la sede del periódico satírico Charlie Hebdo en París, perpetrado por Chérif y Saïd Kouachi, dos hermanos de origen argelino y nacionalidad francesa. El asalto hizo doce muertos y once heridos, entre ellos varios dibujantes del periódico. Los hermanos Kouachi fueron finalmente abatidos dos días más tarde por el Grupo de Intervención de la Gendarmería Nacional (GIGN) de Francia, después de haberse atrincherado en Dammartin-en-Goële, zona situada al norte de París. Este atentado fue reivindicado por Al Qaeda en la Península arábiga (AQPA).
Pero además, el 8 de enero de 2015, Amedy Coulibaly, ciudadano francés de origen maliense próximo a los hermanos Kouachi, mató de un balazo a una policía municipal e hirió gravemente a otra persona en Montrouge. Al día siguiente, tomó como rehenes a varios clientes de un supermercado kósher en la puerta de Vincennes, también en París y mató a cuatro rehenes judíos, antes de ser abatido durante un asalto llevado a cabo conjuntamente por las unidades de élite RAID y BRI. Coulibaly afirmaba actuar en nombre de la organización yihadista Estado islámico.

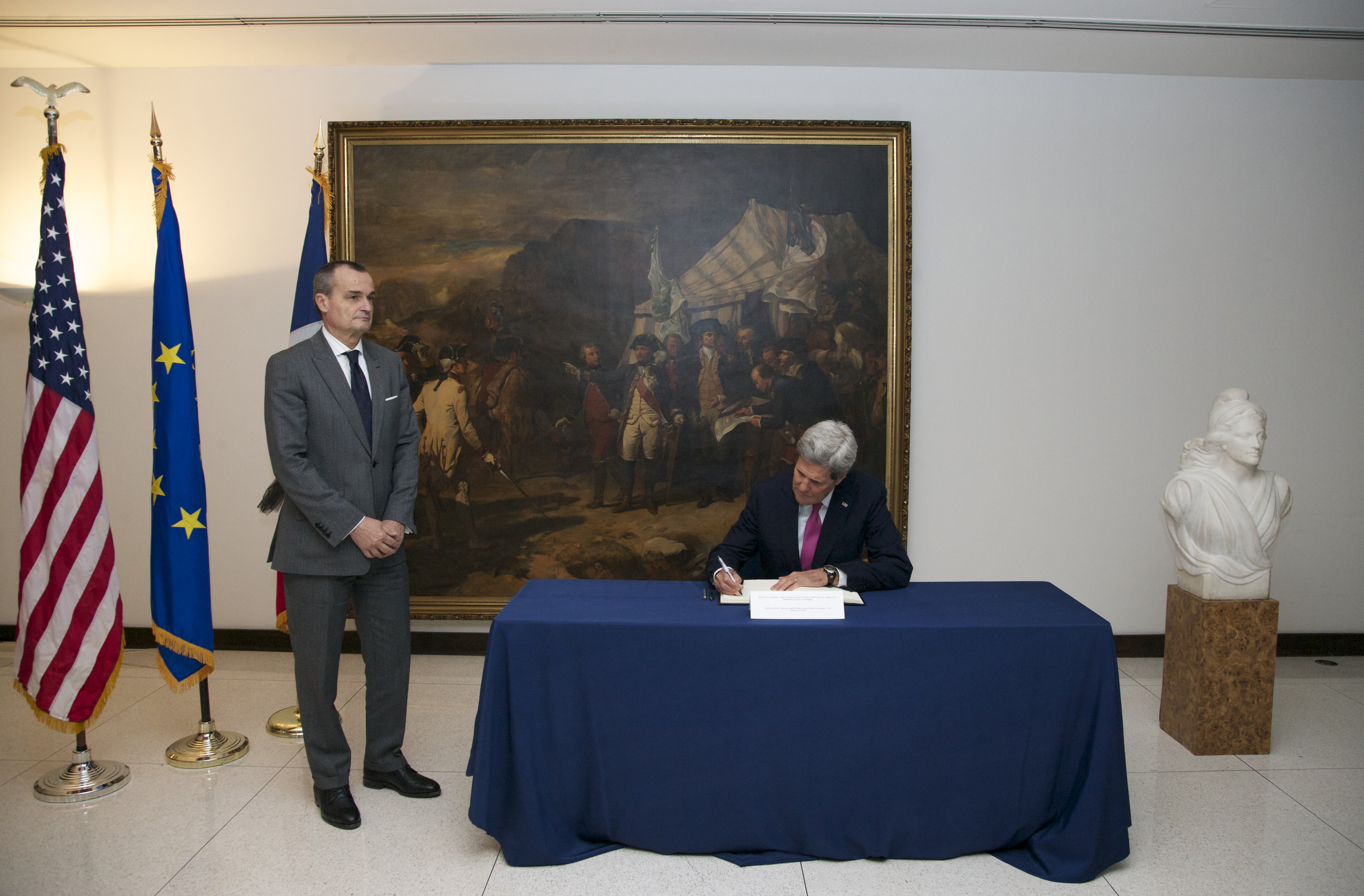
El Secretario de Estado John Kerry firma el libro de condolencias por el ataque terrorista en París, en la embajada de Francia en Washington D. C., 9 de enero de 2015.

La resonancia de estos acontecimientos fue considerable, tanto en Francia como en el extranjero. Millones de personas y varios jefes de Estado y de Gobierno participaron en las manifestaciones organizadas el domingo 11 de enero de 2015, más de 1, 5 millones de personas en París y a más de 3, 7 millones en todo el territorio francés. Además, en numerosos países importantes personalidades pasaron por las respectivas embajadas francesas para firmar el libro de condolencias.

## Contexto

### Charlie Hebdo
Charlie Hebdo, una publicación periódica satírica y laica, publicó numerosas caricaturas de políticos, religiosos cristianos, judíos y musulmanes, así como representaciones de ciertos eventos de la actualidad local e internacional. Y entre las caricaturas publicadas, las que corresponden al profeta del Islam Mahoma, fueron las que produjeron más vivas reacciones y emociones en el mundo musulmán; corresponde notar que algunos yihadistas entonces amenazaron de muerte a los autores y editores de tales caricaturas.

### Realidad socioeconómica
Los ataques terroristas particularmente centrados en la publicación Charlie Hebdo y su gente, fueron perpetrados por personas que decían estar inspirados por el Islam y surgidos de barrios franceses llamados sensibles. Los elementos emergentes de los terroristas muestran un contexto socioeconómico difícil. Padres inmigrantes que llegaron a Francia en los años 60-70 y con ingresos que siempre fueron escasos, descendientes que se criaron en barrios con alta tasa de desocupación, que tuvieron oportunidades económicas reducidas, individuos que se integraron con la pequeña delincuencia local, y que se oponían a las guerras de Afganistán e Irak, participantes activos de los disturbios del año 2005, que luego de un tiempo en prisión y en algún sentido afectados por la exclusión económica, radicalizaron sus posiciones, etc.
Relación franco-argelina. Los constantes enfrentamientos de las dos naciones previos a la independencia de Argelia y posterior a ella han sido una disputa no resuelta que cobró una innumerable cantidad de muertes de árabes y franceses y que dejó profundos desacuerdos.
Emigrantes argelinos de la guerra fueron reprendidos al realizar manifestaciones nacionalistas, mientras que Francia padeció diversos atentados de la OAS (Organización Armada Secreta), incluso en París se puso en vulnerabilidad al presidente Charles de Gaulle.
La violencia de la OAS no terminó con la Guerra de Argelia, ni tampoco tuvo fin la represión contra los harkis, considerados por una parte como traidores y por otra como patriotas franceses.

## Cronología

### Miércoles 7 de enero

#### Atentado en la sede de Charlie Hebdo
Dos hombres con pasamontañas y vestidos de negro, armados de fusiles de asalto de tipo Kalachnikov, entraron primero en el n° 6 de la calle Nicolas-Appert (donde se encuentra una empresa audiovisual, Atelier des archives) creyendo penetrar en la sede de la redacción de Charlie Hebdo, ubicada en realidad en el n° 10 de esa misma calle (el periódico en efecto se había mudado a este local anónimo, el primero de julio de 2014). Constatando su error, los terroristas amenazaron a los empleados presentes, tirando a través de una puerta, obteniendo así bajo presión la dirección correcta. Llegando entonces al otro inmueble, los terroristas dispararon primero en el hall de entrada sobre dos empleados de mantenimiento del inmueble, matando a uno de ellos, y seguidamente encontraron en la escalera a la dibujante Coco (Corinne Rey), a quien tomaron como rehén, exigiéndole que los condujera a las oficinas del periódico.
La mujer intentó despistar a los hombres llevándolos al tercer piso, cuando la redacción realmente se encontraba en el segundo. Pero luego de cierto tiempo perdido por este ardid, los terroristas amenazaron a un residente que cruzaron en la escalera y terminaron por encontrar la planta correcta. Una vez allí, obligaron a Coco, amenazándola con un arma, a componer el digicódigo de la puerta blindada que daba acceso a las oficinas de la redacción. Y al poder ingresar al interior, encontraron la sala donde se desarrollaba la conferencia semanal de la redacción que había comenzado a las 10: 30.
Los dos hombres hicieron pues irrupción en la oficina y según el testimonio del periodista Laurent Léger, uno de ellos gritó «Allahu akbar». Los atacantes entonces comenzaron preguntando donde estaba Charb (dibujante y también director responsable de la publicación periódica) pero habiéndolo identificado entre los presentes lo mataron de inmediato. Y según testimonios de los sobrevivientes, acto seguido dijeron «Vous allez payer car vous avez insulté le Prophète», antes de tirar en ráfagas sobre el resto de los asistentes y así matando a nueve personas más (así murieron otros siete miembros de la redacción del semanario, un invitado y Franck Brinsolaro, policía encargado de la seguridad de Charb y que según fuentes policiales nada pudo contra los atacantes). Luego salieron del inmueble, pero continuaron haciendo fuego gritando «Allahu akbar».
Según François Molins (procurador de París), los asesinos huyeron entonces en un Citroën C3 II negro que estaba aparcado frente al inmueble, y al tomar por una calle transversal, se encontraron con un coche patrulla al que descargaron una ráfaga de disparos que no dejó ningún herido, y poco después, se enfrentaron con otro coche patrulla con el que también intercambiaron tiros pero sin resultado de heridos. Y algo más tarde y ya en el bulevar Richard-Lenoir, se enfrentaron a un tercer patrullero, oportunidad en la que salieron del Citroën, abriendo fuego, e hiriendo en el abdomen al policía Ahmed Merabet. El policía ya caído, levantó sus manos como signo de rendición, pero uno de los terroristas a poca distancia le disparó una bala en la cabeza, mientras su colega Ludovic G. trataba de alejarse del lugar para buscar un emplazamiento más protegido. Los dos hombres reanudaron entonces su huida en el automóvil gritando: « On a vengé le prophète Mohammed»; « On a tué Charlie Hebdo». Perseguidos por la policía, los terroristas chocaron con un Volkswagen Touran (hiriendo a la conductora) en la plaza del Colonel-Fabien. Momentos después, los dos hombres abandonaron su vehículo Citroën frente al número 45 de la rue de Meaux, donde el automóvil se estrelló frente a una panadería, tras lo cual asaltan a un automovilista y le roban su Renault Clio. Los terroristas se presentaron frente al propietario de ese automóvil con la cara descubierta, y antes de partir le dijeron:

Si les médias t'interrogent, tu diras: « C'est Al-Qaïda au Yémen ».
Traducción al español: Si los medios de comunicación te interrogan, dirás que fue Al-Qaïda de Yemen. 

Con posterioridad los maleantes se dirigieron a la porte de Pantin, donde los policías le perdieron la pista.
El balance final de las correrías descritas es pesado y triste: doce muertos (entre ellos dos policías) y además once heridos. Y entre los fallecidos deben contarse a Cabu, Charb, Honoré, Tignous, y Wolinski así como el economista Bernard Maris, los seis reunidos en conferencia en la redacción de Charlie Hebdo y donde fueron asesinados durante el asalto, así como también fueron asesinados Elsa Cayat (psicoanalista y cronista del semanario), Franck Brinsolaro (agente de policía encargado de la protección de Charb), Frédéric Boisseau (empleado de mantenimiento), Michel Renaud (periodista invitado pero que no formaba parte de la plantilla del semanario) y Mustapha Ourrad (corrector de edición). A esta lista detallada corresponde agregar al policía Ahmed Merabet, asesinado en la calle con posterioridad al asalto.
El plan Vigipirate de inmediato fue catalogado en Île-de-France como de nivel «alerte attentat» (el nivel máximo),  luego esta medida fue extendida a Picardía (8 de enero de 2015) por la tarde, luego que los sospechosos fueron identificados en Aisne.
Las fuerzas del orden y los servicios de la DGSI, identificaron rápidamente a los terroristas como los hermanos Kouachi. En la noche de ese día 7 de enero de 2015, hacia las 23: 00, operaciones de búsqueda realizadas por RAID tuvieron lugar en Reims, así como otras que también se llevaron a cabo en Gennevilliers y Pantin. A las 7: 50 del día siguiente 8 de enero de 2015, en la radioemisora RTL, Manuel Valls presentó un resumen de toda esta situación.

#### Agresión en Fontenay-aux-Roses
Amedy Coulibaly era el principal sospechoso de ser el responsable de la agresión a un corredor que practicaba jogging en un parque el miércoles 7 de enero de 2015 a las 20: 30 en Fontenay-aux-Roses, ciudad de residencia de la persona que sufrió este ataque. La víctima fue gravemente herida por varios disparos hechos con un arma automática. El 11 de enero de 2015, el Ministerio Público (Parquet de París), que fue quien se encargó de la investigación de este asunto, anunció en un comunicado que cierto vínculo había sido establecido entre este suceso y la toma de rehenes realizada el viernes 9 de enero en el este de París, en el supermercado Hiper Casher. En efecto, gracias a los «cartuchos descubiertos en Fontenay-aux-Roses», se pudo determinar que los mismos habían sido disparados con la pistola semiautomática encontrada en el supermercado casher, lo que llevó a concluir que muy probablemente Amedy Coulibaly era el responsable de ambos desmanes.

### Jueves 8 de enero

#### Tiroteo en Montrouge
Mientras que la atención se centraba en la búsqueda de los dos principales sospechosos del atentado contra "Charlie Hebdo", unos disparos se produjeron en Montrouge el 8 de enero, hacia las 8:30. En efecto, respondiendo al llamado por un simple choque entre dos vehículos, una joven pasante de la policía municipal y un agente de tránsito, fueron tomados como blanco por un individuo enmascarado que llevaba un chaleco antibalas y que estaba armado con un fusil de asalto Kalachnikov así como con una pistola; esa persona era Amedy Coulibaly, como bien pudo comprobarse posteriormente. Como consecuencia de esos disparos, la joven funcionaria policial, Clarissa Jean-Philippe, recibió un tiro en la espalda y sucumbió posteriormente, mientras que el agente de tránsito fue gravemente herido.
El agresor emprendió inmediatamente la fuga, abandonando tras de sí el pasamontañas que le cubría el rostro y algunos minutos más tarde, los socorristas y las fuerzas especiales de la BRI llegaron al lugar de los hechos. Lo sucedido aconteció en Montrouge (Altos del Sena), muy cerca de una escuela judía, por lo que pronto se especuló que tal vez ese era el verdadero objetivo de la acción emprendida. El pasamontañas abandonado con posterioridad permitió identificar plenamente a Amedy Coulibaly como el actor de esta agresión, gracias al estudio de ADN que se realizó.

#### Avistamiento en la estación de servicio de Villers-Cotterêts
Ese mismo día, hacia las 9:30, los dos fugitivos del asalto a Charlie-Hebdo fueron reconocidos en una estación de servicio situada en los alrededores de Villers-Cotterêts (Aisne).
Correspondiendo a esta información, el nivel de alerta máxima del 'plan Vigipirate' fue extendido también a Picardía. Inmediatamente, un enorme dispositivo de investigación y búsqueda se puso operativo: varias barreras fueron instaladas, mientras que los policías del GIPN ayudaban a los de la BRI, mientras que los integrantes del GIGN inspeccionaban las casas de varios pueblos de la zona (como por ejemplo Corcy y Longpont), al igual que los bosques de los alrededores. Aproximadamente a las 22:30, los efectivos fueron reducidos, pero de todas maneras, las acciones continuaron durante la noche.

#### Explosión de automóvil en Villejuif
Muy probablemente, Amedy Coulibaly también sea el autor de la explosión de un automóvil el jueves 8 de enero de 2015, por la tarde, en Villejuif (Val-de-Marne).

### Viernes 9 de enero

#### Dammartin-en-Goële
Por la mañana, dos días después de haber cometido el atentado a la sede de Charlie Hebdo, los hermanos Chérif y Saïd Kouachi salieron de un bosque y amenazaron a un automovilista en Nanteuil-le-Haudouin (Oise), luego de lo cual tomaron dirección a París con el automóvil robado. Pero en Dammartin-en-Goële (Seine-et-Marne) pronto se encontraron con una patrulla de la gendarmería, con la que intercambiaron disparos y a resulta de lo cual Said Kouachi fue ligeramente herido en la garganta. Los terroristas emprendieron entonces la fuga, y hacia las 9:15 se guarnecieron en una imprenta donde tomaron como rehén al gerente de la misma, aunque hacia las 10:20 terminaron por dejarlo partir. Este testigo explicó posteriormente que los dos furibundos terroristas poseían fusiles kalachnikov, un lanzagranadas, y algunas bombas mólotov.
En realidad, dos empleados estaban presentes en la imprenta cuando los terroristas hicieron irrupción en el lugar, como ya se dijo, uno de ellos fue retenido pero poco después dejado en libertad. El segundo empleado, Lilián, de 26 años, se escondió en la sala de restauración de la empresa y allí, como no fue descubierto por los yihadistas, pudo intercambiar varios SMS con el llamado GIGN, lo que naturalmente fue de utilidad para las fuerzas del orden.
Las fuerzas de la gendarmería y de la policía se desplegaron alrededor de la empresa y en todo el pueblo, mientras que varios helicópteros sobrevolaban la zona. Ya que la jurisdicción del lugar de los hechos correspondía a la gendarmería nacional (ZGN), la operación fue comandada por esta última, en especial por el llamado Groupe d'intervention de la Gendarmerie nationale (GIGN), que durante varias horas intentó entrar en contacto con los hermanos Kouachi, pero sin éxito pues estos últimos rehusaron responder. De todas maneras, el GIGN estuvo en comunicación por SMS con el empleado que durante toda la operación estuvo escondido al interior de la imprenta y quien proporcionó valiosa información sobre la posición de los hermanos Kouachi al interior del edificio, así como lo que ellos discutían entre sí.

#### Puerta de Vincennes
El 9 de enero de 2015, hacia las 13:00 Amedy Coulibaly fue ubicado en porte de Vincennes y perseguido por policías en un coche patrulla. El terrorista tiró en dirección a ellos, pero las balas se perdieron sin dar en el blanco. Los policías con prudencia dejaron una distancia de seguridad entre ellos y el perseguido, y Coulibaly, al observar a judíos, entró al interior del supermercado Hypercacher situado en el n° 23 de la avenue de la Porte-de-Vincennes (al este del bulevar periférico, en el límite con la comuna Saint-Mandé). En ese momento el terrorista llevaba una kalachnikov, dos pistolas metralleta Skorpion, dos pistolas Tokarev, un chaleco antibalas,  además 15 cargas explosivas.
A partir de las 14:00, el despliegue de las fuerzas policiales incluyó un helicóptero y decenas de vehículos (policía, bomberos, ambulancias). La operación fue confiada a la sección antiterrorista (SAT) de la policía judicial de París y a la dirección general de la seguridad interior (Direction Générale de la Sécurité Intérieure –DGSI–). El sector fue acordonado y la circulación se interrumpió tanto en el bulevard de Vincennes como en el bulevard periférico. Y mientras duró la toma de rehenes, Coulibaly hizo algunas llamadas en demanda de apoyo.

#### Asalto final de las fuerzas policiales

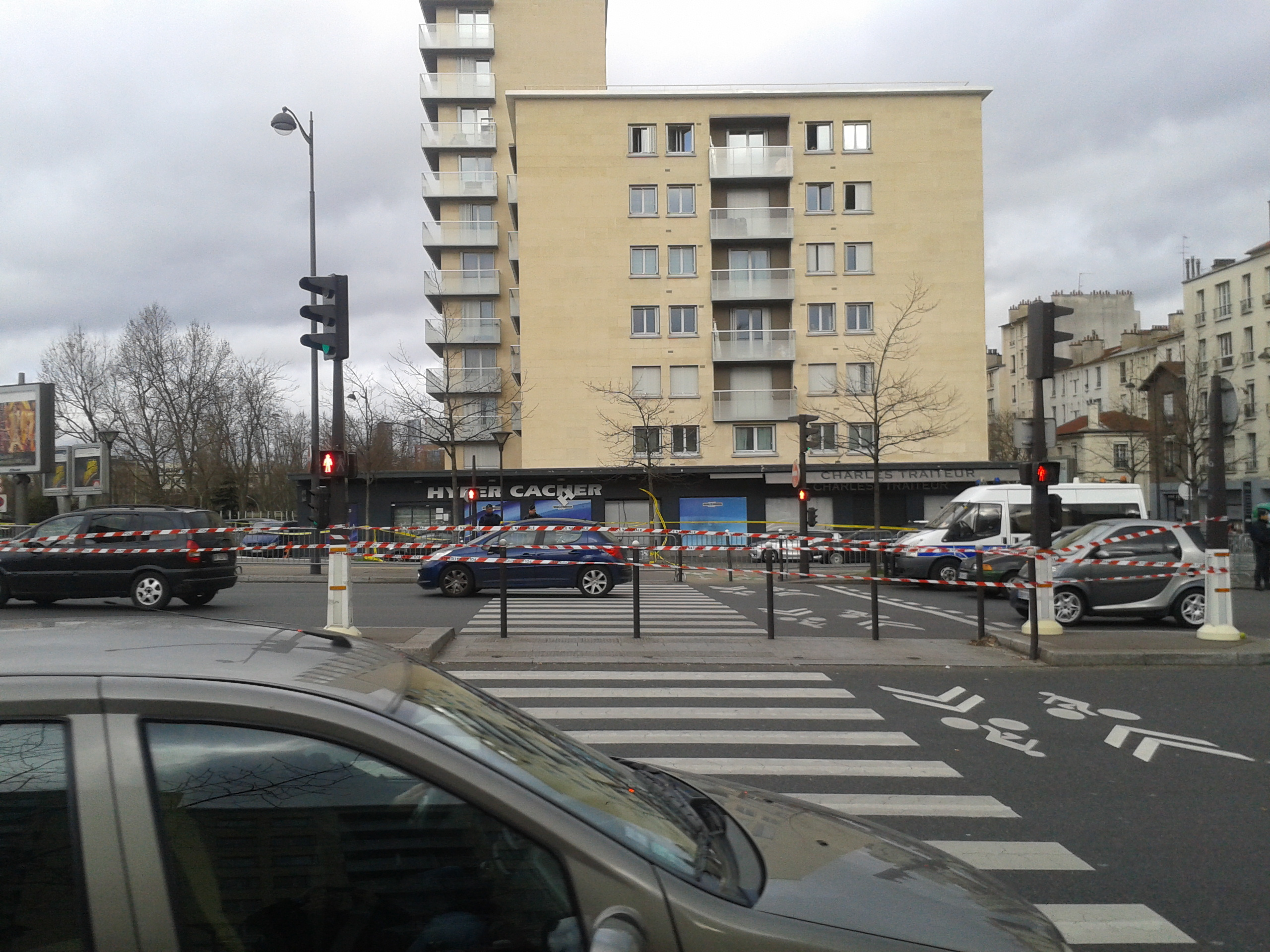
Comercio Hyper Cacher, al día siguiente de la toma de rehenes.

La conclusión de la situación en Dammartin-en-Goële se produjo hacia las 17:00. Los dos yihadistas entreabrieron una puerta de entrada situada en la planta baja y abrieron fuego sobre los gendarmes, quienes primero replicaron arrojando granadas de mano a efectos intimidatorios, pero los tiros no disminuyeron. Los integrantes del GIGN entonces abrieron fuego y mataron a los dos terroristas. Según lo expresado por el procurador François Molins, los dos hermanos tenían dos fusiles de asalto kaláshnikov, un lanza-granadas M82 ya con una granada pronta para el disparo, 10 granadas de humo, y dos pistolas automáticas. Pudo comprobarse posteriormente que uno de los hermanos llevaba oculta una granada en su cuerpo.
Por su parte, el asalto en la porte de Vincennes comenzó ese mismo día a las 17:12 por parte de la RAID y de la BRI, quienes penetraron en el comercio Hyper Cacher luego de lanzar cuatro granadas aturdidoras. Pudieron escucharse varios tiros de armas automáticas mientras que los rehenes eran liberados. El terrorista Amedy Coulibaly fue abatido en esta acción cuando intentaba salir. Varias personas salieron poco después del lugar y fueron rápidamente asistidas. En total, cuatro rehenes fueron gravemente heridos y cuatro fueron asesinados: Yohan Cohen, Yoav Hattab, Philippe Braham, y François-Michel Saada. También fueron heridos dos policías del RAID y otro de la BRI.
El secuestrador tenía explosivos que había intentado colocar en una de las puertas del comercio, por lo que una minuciosa exploración del lugar fue realizada, para asegurar que ese mercado de alimentos no tenía más explosivos o trampas. Ese mismo día 9 de enero de 2015, hacia las 19:55, el presidente de la República François Hollande, en la televisión, calificó esta toma de rehenes como un «espantoso acto antisemita», e hizo un llamado a todos a «no crear confusión ni justificar de alguna forma esta acción aberrante» bajo ningún punto de vista.

## Repercusiones

### Reacciones en Francia

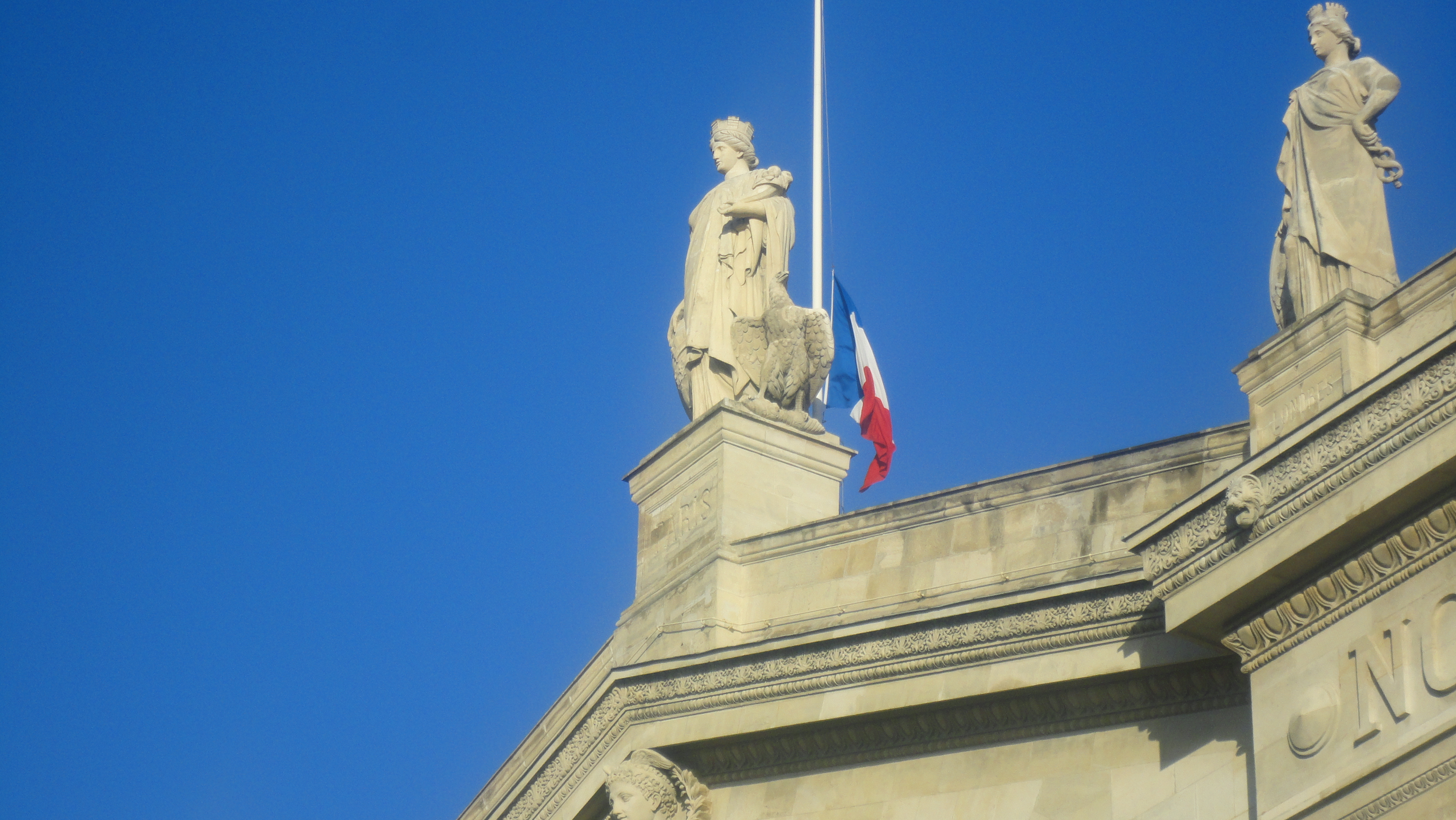
Bandera a media asta en la Gare du Nord (París), el 11 de enero de 2015.

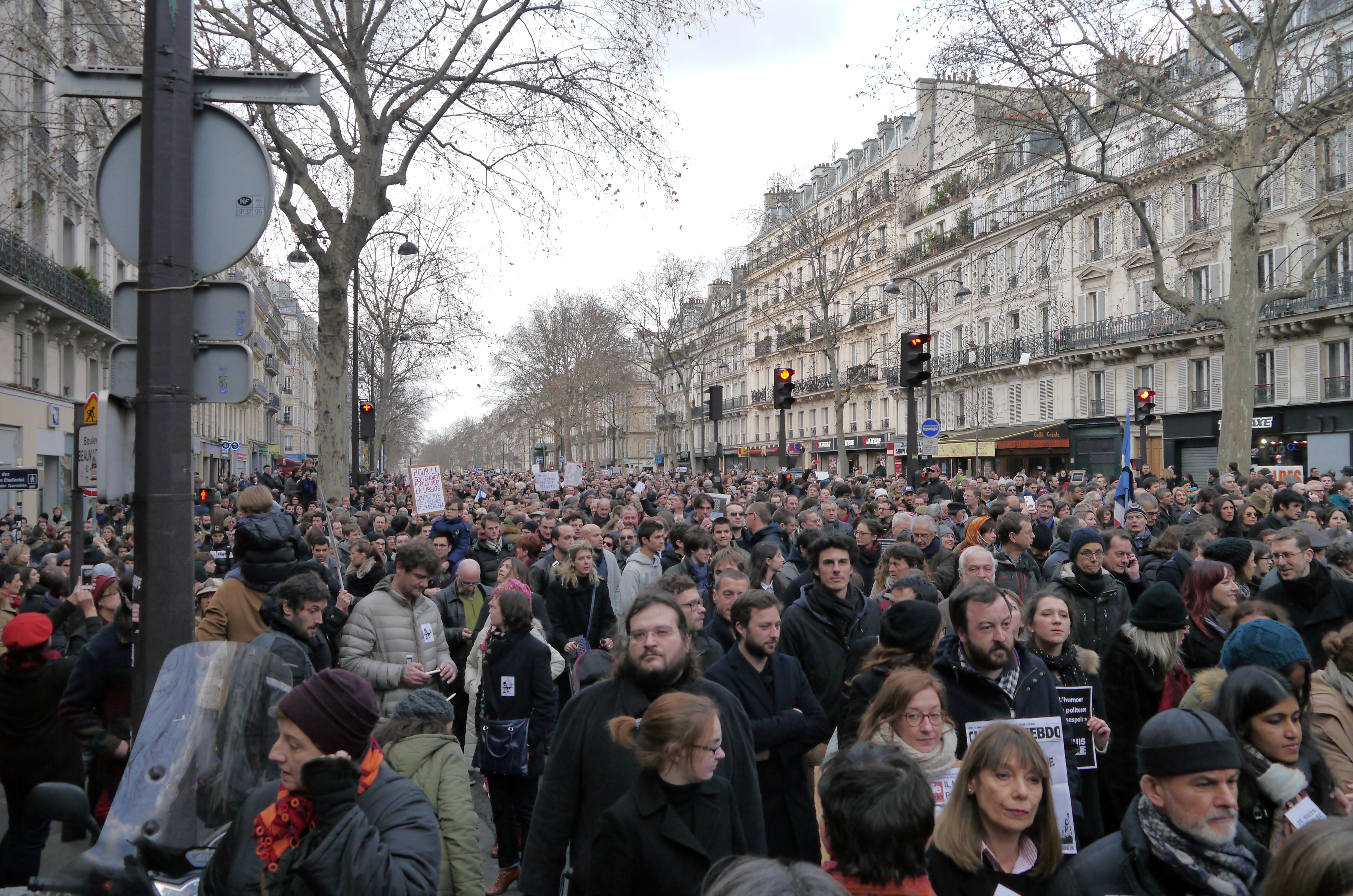
En París, paso de la manifestación por el bulevar Beaumarchais, el 11 de enero de 2015.

El propio día del atentado contra Charlie Hebdo, una gran movilización espontánea tuvo lugar en la Plaza de la República, en París, concentración que se repitió los dos días siguientes, llevando como símbolos un bolígrafo y un lápiz apuntando hacia el cielo, en homenaje a los caricaturistas asesinados durante el ataque. Estas movilizaciones sin duda tuvieron una carga altamente simbólica, ya que fueron espontáneas y a iniciativa de la población, que así parecía transmitir un mensaje de unidad nacional y de fraternidad entre todos los franceses, sin importar los credos religiosos y las inclinaciones políticas.
Y por primera vez luego de los luctuosos sucesos del 11 de septiembre de 2001, un día de duelo nacional fue decretado el 8 de enero de 2015, por lo que las banderas francesas fueron izadas a media asta en todos los edificios públicos durante tres días consecutivos. Cientos de miles de ciudadanos se movilizaron espontáneamente en todo el territorio francés, participando en diferentes marchas: los servicios policiales estimaron que el número de manifestantes fue al menos de unos 700 000 solamente el sábado 10 de enero de 2015, tal como lo indicó el ministro Bernard Cazeneuve durante su discurso de ese mismo día.
También otra gran marcha republicana tuvo lugar el domingo 11 de enero de 2015 en París, entre la Place de la République y la Place de la Nation, y bien puede decirse que se trató de una manifestación histórica.
En efecto, a ella asistieron numerosas personalidades políticas francesas, entre ellas el propio jefe de Estado François Hollande y su predecesor Nicolas Sarkozy; el expresidente Jacques Chirac no pudo participar en esta marcha-homenaje en razón de su estado de salud y Valéry Giscard d'Estaing también estuvo ausente, pero estuvieron presentes el primer ministro Manuel Valls y sus predecesores Michel Rocard, Édith Cresson, Édouard Balladur, Alain Juppé, Lionel Jospin, Jean-Pierre Raffarin, Dominique de Villepin, François Fillon, y Jean-Marc Ayrault, además de los ministros Fleur Pellerin, Ségolène Royal, Michel Sapin, y Christiane Taubira.
Igualmente participaron Jean-Louis Debré (presidente del Consejo Constitucional), Jean-Paul Delevoye (presidente del Conseil économique, social et environnemental), y Jean-Marc Sauvé (vicepresidente del Consejo de Estado). También se unieron a esta marcha Jacques Toubon (défenseur des droits), así como Gérard Larcher (presidente del Senado) y Claude Bartolone (presidente de la Asamblea Nacional). Ciertamente tampoco faltó a la cita el alcalde de París Anne Hidalgo y su predecesor Bertrand Delanoë, así como Jean-Paul Huchon (presidente de la región Île-de-France). Más de un millón de personas participaron ese domingo en la manifestación de París y 3, 7 millones de manifestantes si se suman los que se movilizaron ese día en todo el territorio francés.

### Reacciones internacionales

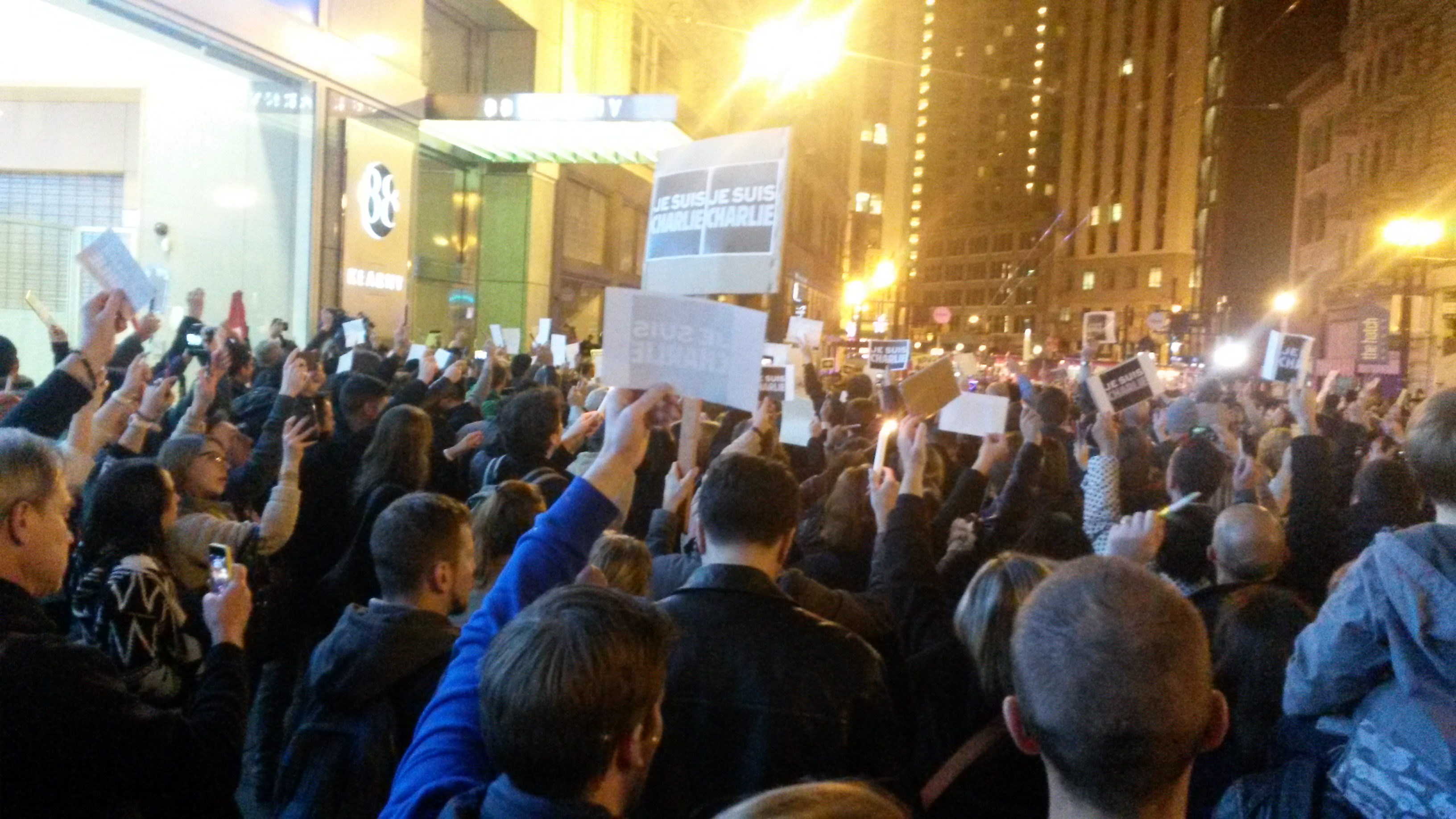
San Francisco, Estados Unidos.

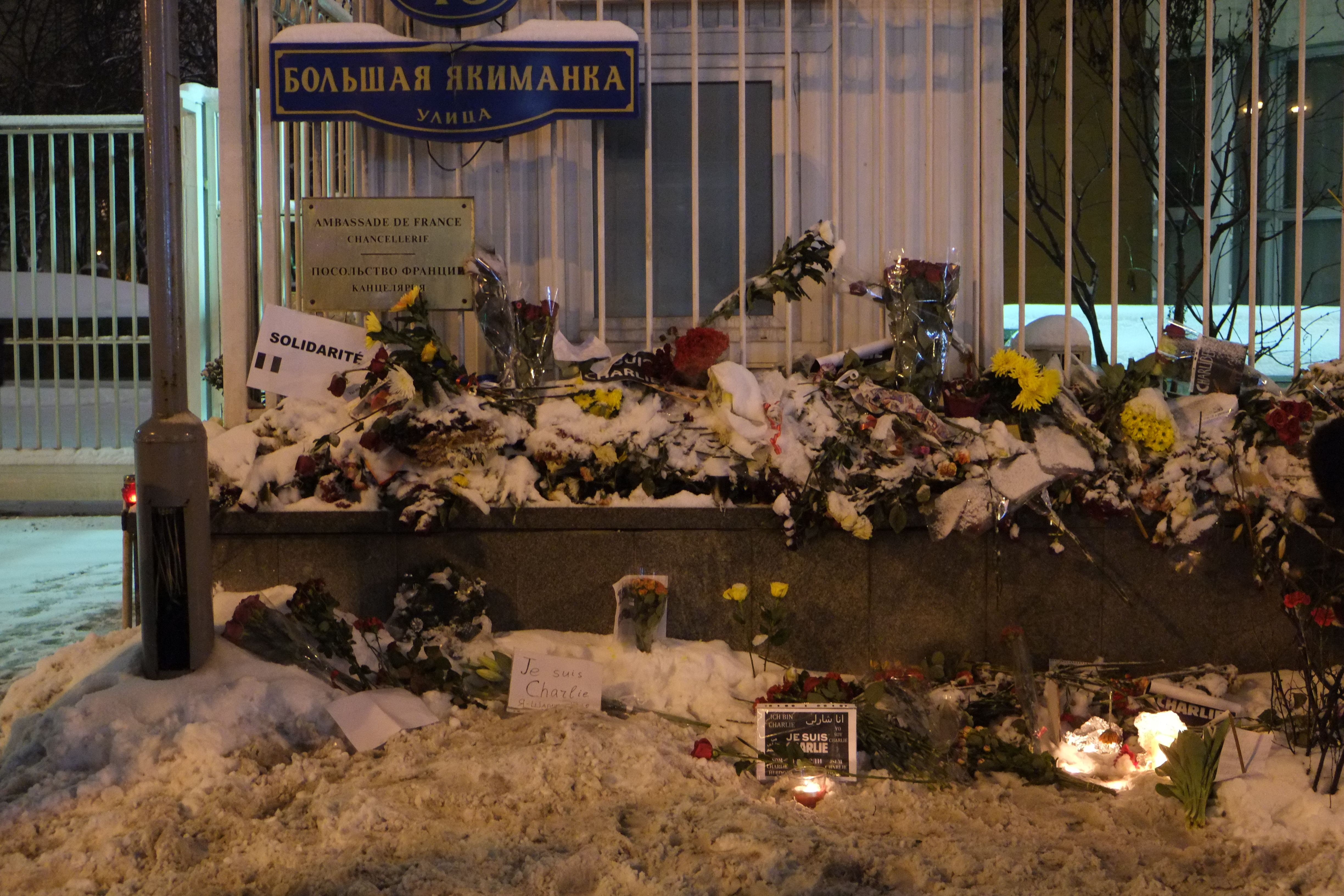
Embajada de Francia en Moscú (Rusia).

La conmoción generalizada por estos sucesos ciertamente atravesó las fronteras de Francia, y durante tres días, el mundo entero estuvo pendiente de las noticias que al respecto transmitía la prensa internacional. En líneas generales, los más importantes diarios y revistas, de todas las tendencias, manifestaron su indignación y su rechazo por la afrenta a la libertad de prensa que implicaba el ataque terrorista llevado a cabo contra el semanario Charlie Hebdo.
Y solidaridad y apoyo desde la mayoría de los países, manifestaron tanto dirigentes y políticos, como periodistas, personalidades científicas y culturales, también simples ciudadanos, a través de manifestaciones y actos de repudio, a través de la difusión del mensaje "Je suis Charlie", a través de la publicación de declaraciones y comentarios, etc. Además, diversos dirigentes europeos y del resto del mundo, participaron el 11 de enero de 2015 en París, en la llamada Marcha Republicana de solidaridad.
El presidente estadounidense Barack Obama concurrió en persona a la Embajada de Francia en Washington, a efectos de firmar el libro de condolencias, así como el secretario de estado John Kerry. Y también diversos actos y reuniones de desagravio y/o en recuerdo a las víctimas, tuvieron lugar el propio día 7 de enero de 2015, así como en los días subsiguientes.
| País           | Ciudad        | Fecha               | Número de personas |
| -------------- | ------------- | ------------------- | ------------------ |
| Reino Unido    | Londres       | 11 de enero de 2015 | 2 000              |
| Alemania       | Berlín        | 7 de enero de 2015  | 500                |
| Alemania       | Berlín        | 11 de enero de 2015 | 18 000             |
| Argentina      | Buenos Aires  | 7 de enero de 2015  | 800                |
| Australia      | Brisbane      |                     |                    |
| Australia      | Sídney        | 8 de enero de 2015  | 1 000              |
| Australia      | Sídney        | 11 de enero de 2015 | inf. a 1000        |
| Austria        | Viena         | 7 de enero de 2015  | 300                |
| Argelia        | Argel         | 11 de enero de 2015 |                    |
| Bélgica        | Bruselas      | 7 de enero de 2015  | 100 a 900          |
| Bélgica        | Bruselas      | 11 de enero de 2015 | 20 000             |
| Bélgica        | Liège         | 7 de enero de 2015  | 100 a 900          |
| Brasil         | São Paulo     | 7 de enero de 2015  |                    |
| Canadá         | Calgary       | 7 de enero de 2015  |                    |
| Canadá         | Montreal      | 7 de enero de 2015  | 2 500              |
| Canadá         | Montreal      | 11 de enero de 2015 | 25 000             |
| Canadá         | Quebec        | 7 de enero de 2015  | 300                |
| Canadá         | Quebec        | 11 de enero de 2015 | 2 000              |
| Canadá         | Saguenay      | 7 de enero de 2015  | 15-30              |
| Canadá         | Toronto       | 7 de enero de 2015  |                    |
| Canadá         | Vancouver     | 7 de enero de 2015  |                    |
| Canadá         | Winnipeg      | 7 de enero de 2015  |                    |
| Chile          | Santiago      | 7 de enero de 2015  |                    |
| Corea del Sur  | Seúl          | 11 de enero de 2015 | 300-400            |
| Croacia        | Zagreb        | 7 de enero de 2015  |                    |
| Egipto         | El Cairo      | 7 de enero de 2015  |                    |
| Ecuador        | Quito         | 7 de enero de 2015  |                    |
| España         | Madrid        | 7 de enero de 2015  | 100 a 900          |
| España         | Madrid        | 11 de enero de 2015 | 100 a 900          |
| Estados Unidos | Nueva York    | 7 de enero de 2015  |                    |
| Estados Unidos | Chicago       | 11 de enero de 2015 |                    |
| Estados Unidos | San Francisco |                     |                    |
| Estados Unidos | Washington    | 7 de enero de 2015  |                    |
| Grecia         | Atenas        | 11 de enero de 2015 | 1500               |
| Grecia         | Tesalonica    | 11 de enero de 2015 | 1500               |
| Irlanda        | Dublín        | 7 de enero de 2015  |                    |
| Italia         | Florencia     | 7 de enero de 2015  |                    |
| Israel         | Jerusalén     | 11 de enero de 2015 |                    |
| Luxemburgo     | Luxemburgo    | 7 de enero de 2015  | 100                |
| Luxemburgo     | Luxemburgo    | 8 de enero de 2015  | 500 a 800          |
| Luxemburgo     | Luxemburgo    | 11 de enero de 2015 | 2 000              |
| Países Bajos   | Ámsterdam     | 8 de enero de 2015  | 18 000             |
| Países Bajos   | La Haya       | 7 de enero de 2015  | 100 a 900          |
| Países Bajos   | Róterdam      | 8 de enero de 2015  | 2 000 a 3 000      |
| Perú           | Lima          | 7 de enero de 2015  |                    |
| Rusia          | Moscú         | 7 de enero de 2015  |                    |
| Rusia          | Moscú         | 11 de enero de 2015 | + 1000             |
| Suecia         | Gotemburgo    | 7 de enero de 2015  |                    |
| Suecia         | Estocolmo     | 7 de enero de 2015  | 70                 |
| Suecia         | Estocolmo     | 11 de enero de 2015 | 3000               |
| Suiza          | Berna         | 7 de enero de 2015  | 200                |
| Suiza          | Ginebra       | 7 de enero de 2015  | 500                |
| Suiza          | Ginebra       | 8 de enero de 2015  | 400                |
| Suiza          | Lausana       | 7 de enero de 2015  | 500                |
| Túnez          | La Marsa      | 7 de enero de 2015  |                    |

#### Reivindicación y apoyo a los terroristas
Al-Qaeda en la península arábiga (AQPA) reivindicó el atentado del 9 de enero de 2015, pero en su comunicado no hizo ninguna mención a las acciones cometidas por Amedy Coulibaly, quien había prestado adhesión y lealtad al Estado Islámico (EI). Según Wassim Nasr, periodista especializado en los movimientos djihadistas, solamente los vínculos de amistad personal entre los hermanos Kouachi y Amedy Coulibaly, condujeron a ataques coordinados, pero ninguna planificación al respecto fue establecida entre las jefaturas de Al-Qaïda y del Estado Islámico, en razón de rivalidades vinculadas con la lucha ideológica y con el tipo de combate que ambas organizaciones prefieren llevar adelante. Además, el modo operativo de ambas estructuras difiere, pues por ejemplo, las acciones de los hermanos Kouachi fueron preparadas con anticipación y coordinadamente por AQPA, la única rama de Al-Qaïda que tiene los medios como para atacar en occidente, mientras que los ataques de Coulibaly sin duda fueron mucho más improvisados.
El 14 de enero de 2015, Al-Qaeda en Yemen reivindicó el atentado contra 'Charlie Hebdo' en un vídeo publicado en el ciberespacio, que tomaba las declaraciones de Nasser Ben Ali al-Anassi, afirmando que:

Cita: Des héros ont été recrutés et ils ont agi, ils ont promis et sont passés à l'acte à la grande satisfaction des musulmans. 
Traducción al español: Los héroes fueron reclutados y actuaron, prometieron y pasaron al acto, para satisfacción de los musulmanes. 

El citado dirigente de organización terrorista también establecía en esa grabación que la operación se había desarrollado por orden de Ayman al-Zaouahiri, y conforme a la voluntad póstuma de Osama bin Laden. Allí, Al-Anassi también rendía homenaje a Amedy Coulibaly, aunque sin reivindicar expresamente sus acciones.
Si bien el ataque fue reivindicado por AQPA, reacciones de apoyo igualmente se establecieron en otras organizaciones salafistas djihadistas, como por ejemplo el ya referido Estado Islámico, que en una emisión radial calificó de « héroes» a los autores del ataque contra Charlie Hebdo. Por su parte, Al Qaeda del Magreb Islámico (AQMI) se refirió también a los tres implicados en los actos terroristas de enero de 2015, en los términos que se indican seguidamente:

Cita: …les trois cavaliers de l'islam héros de la bataille de Paris. 
Traducción al español: …los tres caballeros del Islam héroes de la batalla de París. 

Al-Mourabitoune, así como Jamaat al-Ahrar (una rama del Tehrik-e-Taliban Pakistan), Boko Haram y también Al-Shabbaab, aplaudieron igualmente los atentados de París.
Otras reacciones puntuales también tuvieron lugar en Argelia, en el Líbano, en India, en Twitter, etc. Incluso hasta se expresó en este sentido un imán inglés, y también un predicador islámico australo-saudita.
En Turquía, el periódico 'Yeni Akit' publicó un artículo titulado Ataque al comercio que provocó a los musulmanes, y por su parte el periódico Türkiye (publicación próxima al gobierno) tituló Ataque al comercio que insultó a nuestro profeta, pero estos contenidos provocaron reacciones de rechazo, incluso en el propio país.
En el ciberespacio francófono, también se generaron cierto número de declaraciones o comentarios favorables a los atentados, aunque justo es decir que los mismos son muy minoritarios. Por su parte, también puede señalarse que varias personas hicieron en Francia comentarios elogiosos y apologéticos sobre los atentados, y como era previsible ellos fueron investigados.
El 12 de enero de 2015, Christiane Taubira transmitió una circular a los magistrados del ministerio público, recomendando ser muy estrictos en la penalización de actos o propuestas racistas, antisemitas, o apologéticas del terrorismo.
Ese mismo día lunes 12 de enero de 2015, una investigación por «apología del terrorismo» fue abierta en contra de Dieudonné, luego de que este último publicara en Facebook y Twitter un mensaje en el cual declaraba sentirse solidario de «Charlie Coulibaly», así haciendo referencia a la vez a Charlie Hebdo y a Amedy Coulibaly. Poco después, el primer ministro Manuel Valls declaró que « le racisme, l'antisémitisme et l'apologie du terrorisme, ne sont pas des opinions» (en español: « el racismo, el antisemitismo y la apología del terrorismo, no son opiniones en sentido estricto»).

#### En la prensa
Ciertamente la prensa internacional también se mostró solidaria. Además, varios presentadores estadounidenses de televisión, como por ejemplo Jon Stewart, Conan O'Brien, Bill Maher, o Jimmy Kimmel, explícitamente expresaron su solidaridad con Charlie Hebdo.
Por otra parte, varios medios de comunicación estadounidenses, como ser CNN, New York Daily News, Fox News, y Associated Press, desarrollaron una buena cobertura de estos acontecimientos, incluso mostrando algunas caráturas de Charlie Hebdo, en alguna de las cuales se representaba a Mahoma, pero bueno, mientras algunos medios mostraron una posición muy independiente y completamente contraria a cualquier tipo de autocensura, otros por el contrario fueron más prudentes. En el Reino Unido, The Guardian y The Telegraph también se ocuparon de la cobertura de estos sucesos.
Uno de los jerarcas de la CNN, Richard Griffiths, en su momento explicó que la cadena « no difundiría más dibujos de Charlie Hebdo», rectificando así su anterior postura más liberal. Igualmente aconsejó evitar los planos demasiado próximos a manifestantes que llevaran pancartas con dibujos satíricos demasiado visibles. Por el contrario, The Washington Post tomó un partido menos limitado, decidiendo ilustrar uno de sus artículos con una de las portadas de Charlie Hebdo representando a Mahoma. Muchos otros medios de comunicación anglosajones, como por ejemplo Bloomberg, The Huffington Post o The Daily Beast, también tomaron posturas menos limitadas, similares a la de The Washington Post.
Resumiendo, el Daily Telegraph británico, la cadena estadounidense CNN, y el periódico estadounidense New York Daily News, tomaron posturas prudentes y conservadoras, y sin dejar de informar, se autolimitaron en cuanto a reproducir dibujos y caricaturas que pudieran ser demasiado ofensivos para el islam, intentando así adoptar cierto equilibrio entre libertad de expresión, necesidad de informar, y respeto a la religión.
El 8 de enero de 2015 por su parte, todos los periódicos francófonos de Quebec —Le Journal de Montréal, Le Journal de Québec, 24 Heures, Le Devoir, La Presse, Le Soleil, Le Quotidien, Le Droit, La Tribune, La Voix de L'Est, Le Nouvelliste, Métro— decidieron de manera unánime, de difundir una caricatura de Mahoma, en memoria de las víctimas del atentado, y con la finalidad así de demostrar su total apoyo a los principios fundamentales de la libertad de expresión.

#### En el mundo político

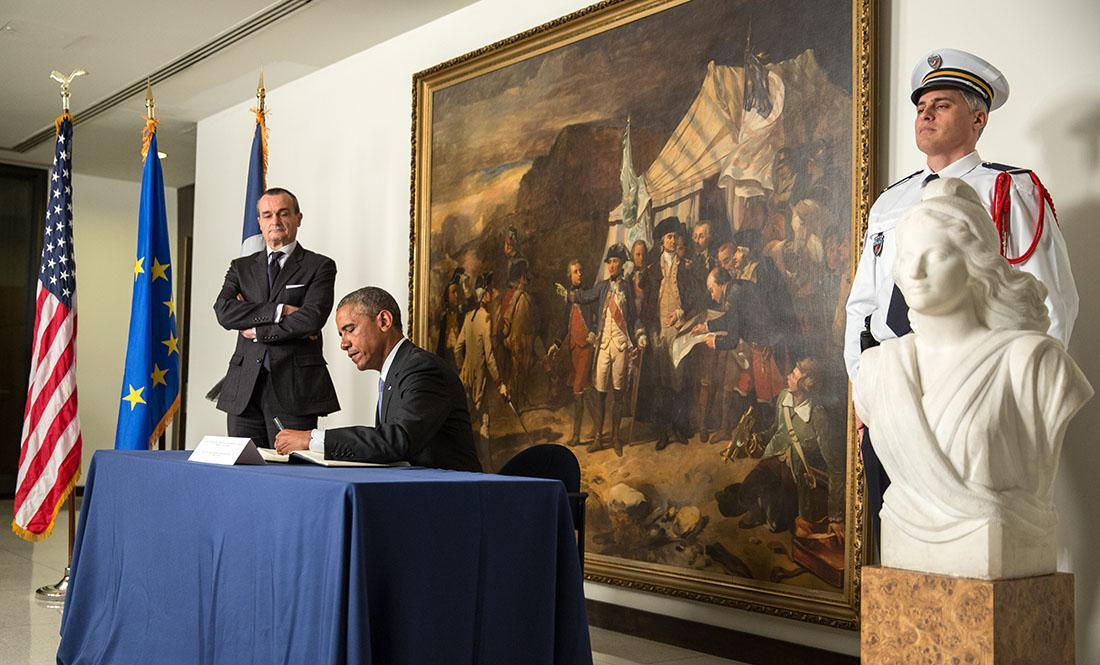
El presidente estadounidense Barack Obama firmando el registro de condolencias en la embajada de Francia en Washington D. C.

El 9 de enero de 2015, la fundación Robert-Schuman al menos contabilizó 45 reacciones de jefes de Estado y de gobierno, con origen en 39 países e instituciones internacionales, relacionadas con el ataque terrorista a Charlie Hebdo.
Los jefes de Estado o de gobierno de decenas de países, incluso musulmanes, rápidamente expresaron su indignación y rechazo respecto de estas acciones terroristas, también manifestando su compasión y solidaridad con la familia de las víctimas. También varias personalidades e instituciones islámicas rechazaron este atentado, como fue el caso de la université al-Azhar y del presidente del partido islamista tunisino Ennahdha, además de Rached Ghannouchi y de Tariq Ramadan.
El padre Ciro Benedettini, vicedirector de la Oficina de prensa de la Santa Sede, informa a los periodistas de la «doble condenación» de la Santa Sede: «una primera condenación por el acto de violencia en sí mismo» y «una segunda condenación por el ataque a la libertad de prensa, tan importante como la libertad religiosa».
Al día siguiente del ataque, el papa Francisco celebró su misa matinal en la capilla de la Casa Santa Marta, en memoria de las víctimas del ataque. En esa oportunidad, hizo referencia a los que fueron directamente afectados por la « crueldad y ferocidad de ese vil atentado», afirmando:

Cita de publicación: « L'attentat d'hier à Paris nous fait penser à toute cette cruauté, cette cruauté humaine; à ce terrorisme, que ce soit un terrorisme isolé ou un terrorisme d'État. Cette cruauté dont l'homme est capable ! Prions, maintenant, pour les victimes de cette cruauté. Tant de victimes ! Et prions aussi pour les personnes cruelles, afin que le Seigneur convertisse leur cœur.  »
Traducción al español: « El atentado de ayer en París nos hizo pensar en toda esa crueldad, esa cueldad humana; en ese terrorismo, sea tanto un terrorismo aislado como un terrorismo de Estado. ¡En esa crueldad de la que el hombre es capaz! Recemos ahora por las víctimas de esa crueldad. ¡Tantas víctimas! Y recemos también por las personas crueles, con el fin de que el Señor transforme sus corazones.  »

Hassan Nasrallah, líder de la organización Hezbollah, igualmente condenó los actos perpetrados por ciertos grupos terroristas que dicen defender el islam, declarando:

Cita: Ce sont les pires actes ayant nui au Prophète dans l'histoire. 
Traducción al español: Esos son los peores actos que han perjudicado al Profeta en la historia. 

Asimismo, Hamás anunció que condenaba las agresiones contra el semanario Charlie Hebdo, e insistió en que las diferencias de opinión y de pensamiento de ninguna manera podían justificar muertes.

#### Anónimos

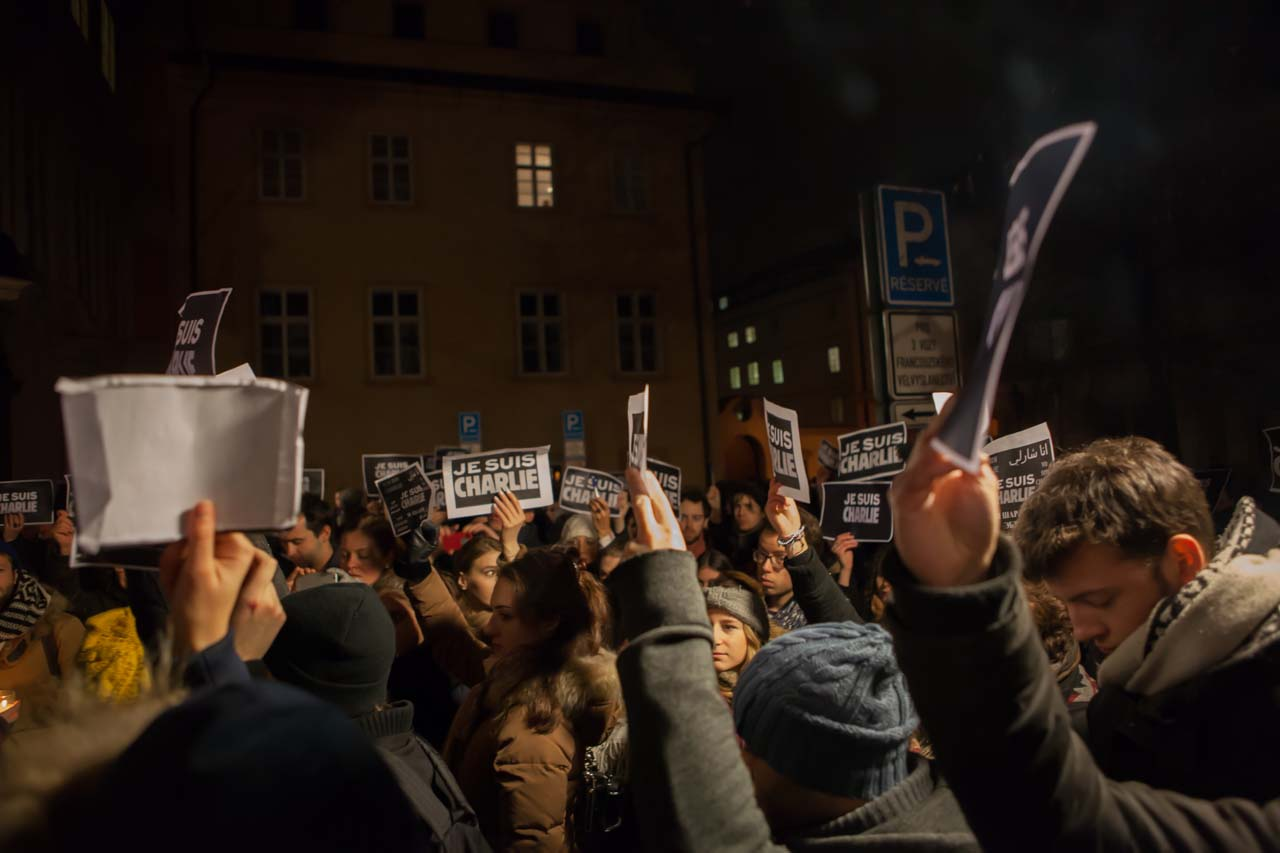
« Je suis Charlie », Praga, República Checa.

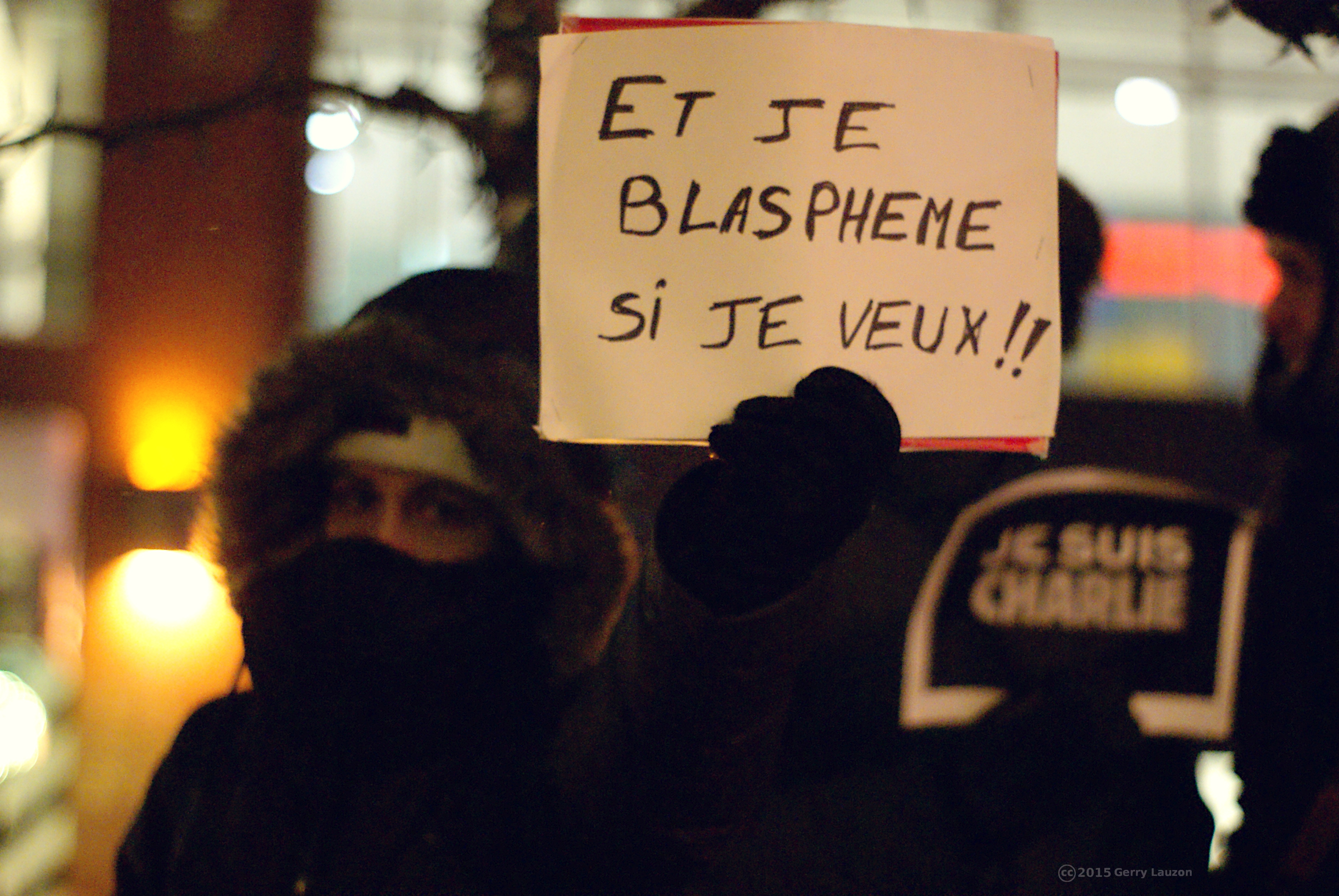
« Je suis Charlie », Montreal, Canadá.

Actos de apoyo a las víctimas con participantes no especialmente identificados, también tuvieron lugar en numerosas ciudades de Europa y del mundo entero.

### «Je suis Charlie»
El eslogan «je suis Charlie» rápidamente se transformó en símbolo de apoyo y respeto hacia las víctimas de este atentado, así como de rechazo a los ataques terroristas de cualquier naturaleza, y en defensa a ultranza de la libertad de expresión, de la unidad nacional y de la fraternidad. Este eslogan fue idea de Joachim Roncin, quien inicialmente lo planteó por Twitter pocos minutos después del ataque contra la redacción de Charlie Hebdo; este texto y su representación gráfica se propagaron como reguero de pólvora en las redes sociales. Y pocas horas después de la balacera del 7 de enero de 2015, el logo ya se encontraba presente en las manifestaciones de repudio que espontáneamente se realizaron, como por ejemplo la llevada a cabo en la plaza de la República, en París. La frase pronto también atravesó fronteras, encontrando gran repercusión en el extranjero.

### Grupo Anonymous
El grupo hacktivista Anonymous anunció alrededor del 10 de abril de 2015, en sus sitios digitales Pastebin.com y YouTube, que la organización amenazaba atacar a todo aquel que atentara contra o entorpeciera la libertad de expresión. Como consecuencia inmediata de esta advertencia, una lista de cuentas Twitter fue inmediatamente publicada en el sitio "Pastebin. com".

## Consecuencias indirectas
Respecto del comportamiento de Lassana Bathily, joven francófono de Mali de confesión musulmana, quien escondió a clientes del supermercado Hypercasher en la cámara de frío en el subsuelo, con el fin de que ellos no cayeran en manos de Amedy Coulibaly, varias peticiones fueron hechas, reclamando que se le concediera la naturalización, dado su comportamiento durante el atentado y toma de rehenes. Y parecería que este asunto va efectivamente a resolverse en forma positiva.
Además, el 14 de enero de 2015, o sea una semana después del atentado, el semanario Charlie Hebdo tuvo su nuevo número, y el primer tiraje distribuido en los puestos de venta se agotó con tanta rapidez, que se decidió reimprimirlo durante varios días más y en número suficiente de ejemplares.